# Verdrag van Nagyvárad

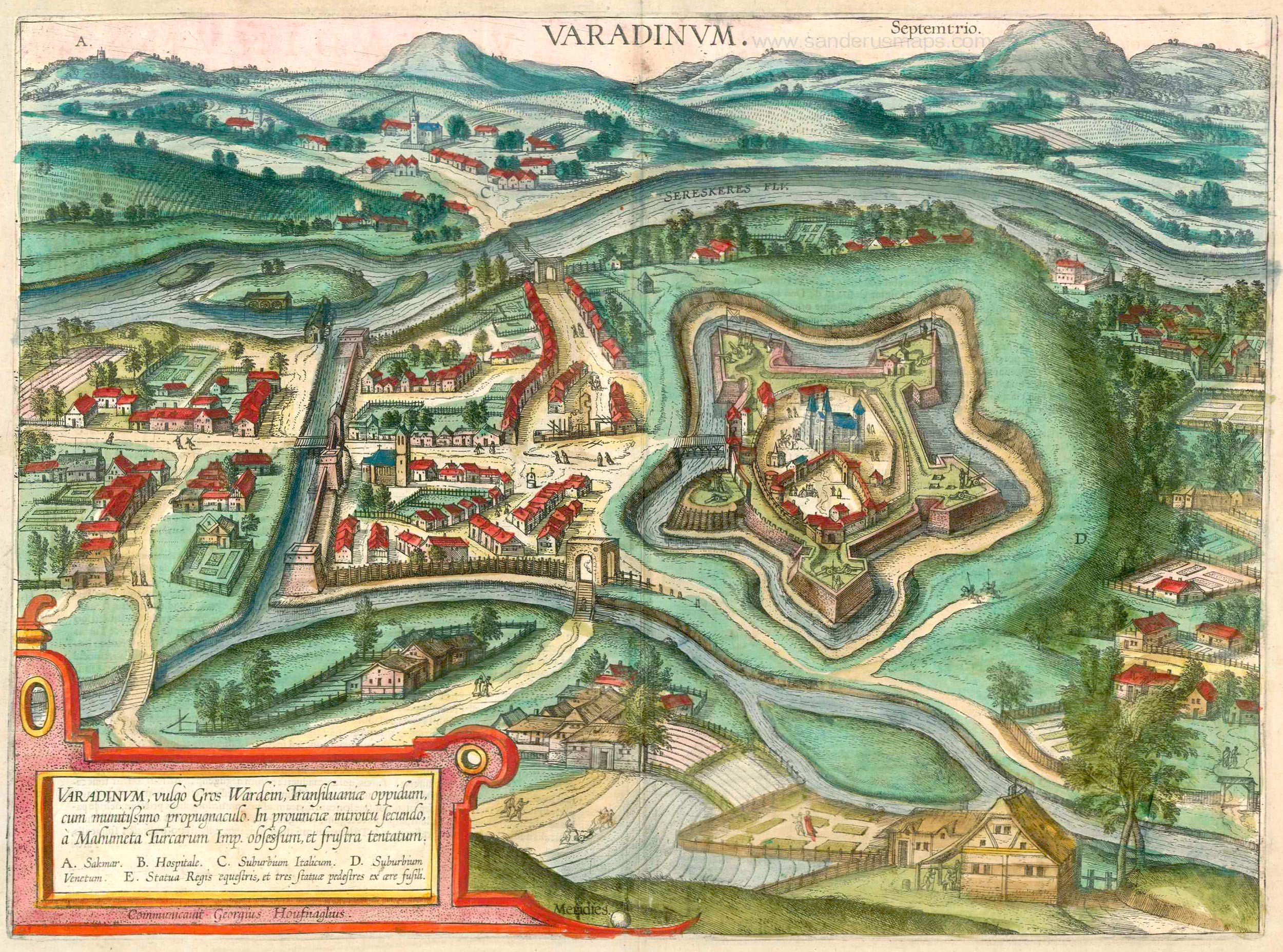
Nagyvárad in de 17e eeuw

Het Verdrag van Nagyvárad was een geheim vredesakkoord dat op 24 februari 1538 werd gesloten tussen keizer Ferdinand I en Jan Zápolya, de koning van het Oost-Hongaarse koninkrijk. Het verdrag werd ondertekend in de stad Várad of Nagyvárad, de Hongaarse namen voor het huidige Oradea in Roemenië.
Waar Ferdinand en Jan Zápolya voorheen beiden het Hongaarse koningschap opeisten, werd het voormalige koninkrijk Hongarije met dit verdrag tussen de twee partijen verdeeld. Ferdinand erkende Jan Zápolya als koning van ongeveer twee derde van Hongarije (inclusief Zevenburgen), terwijl Jan Zápolya de Habsburgse heerschappij over West-Hongarije, het zogenaamde koninklijk Hongarije, erkende. Bovendien duidde de (toen nog) kinderloze Zápolya keizer Ferdinand aan tot zijn troonopvolger.
In 1540 schonk Zápolya's echtgenote Isabella hem een zoon, nauwelijks enkele dagen voor zijn eigen overlijden. Zijn zoon Jan II Sigismund werd door de Hongaarse adel tot koning van Hongarije gekozen, waardoor het verdrag teniet werd gedaan. De Ottomaanse sultan Süleyman I, aan wie Jan I ook feodale trouw had gezworen, erkende Jan II Sigismund eveneens als koning en als zijn vazal. De strijd om het Hongaarse koningschap tussen Jan II Sigismund en de Habsburgse keizers duurde nog tot 1571.